# Benton County (Missouri)
Benton County is een county in de Amerikaanse staat Missouri.
De county heeft een landoppervlakte van 1.827 km² en telt 17.180 inwoners (volkstelling 2000). De hoofdplaats is Warsaw.